# Christopher Uckermann
Christopher Alexander Luis Casillas von Uckermann (Ciudad de México, 21 de octubre de 1986), conocido simplemente como Christopher Uckermann, es un actor y cantante mexicano.

## Primeros años
Hijo de padre mexicano, Víctor Manuel Casillas Arias y madre sueca, Marie Christina Alexandra von Uckermann. Desde los dos años de edad, Christopher llamó la atención de directores de comerciales en México y Estados Unidos, logrando ganar a los 11 años de edad "El Águila Dorada" por haber realizado más de 160 comerciales.

## Carrera

### Actuación
En 1999 da vida al personaje del mismo nombre de un niño de clase media en El diario de Daniela. En 2000 actúa como el antagónico infantil en Amigos x siempre. En 2001, protagonizó Aventuras en el tiempo, proyecto con el que participó en un disco con los temas que cantaban en dicha serie.
En mediados de agosto de 2009, fue convocado para hacer un casting para el personaje protagónico de la serie Kdabra, Luca, a los cuatro días de haber realizado la prueba de casting viajó a Bogotá, Colombia, para comenzar a filmar. En noviembre de 2010, volvió a Colombia para filmar la segunda temporada de Kdabra.
En 2017, protagonizó Cómo cortar a tu patán, dirigida por Gabriela Tagliavini. Cinta que entró al Top 12 de mejores estrenos mexicanos de la historia. Al año siguiente, formó parte de la película peruana Soltera codiciada, dirigida por Joanna Lombardi y Bruno Ascenzo.

### Música

#### 2004-2023: Con RBD

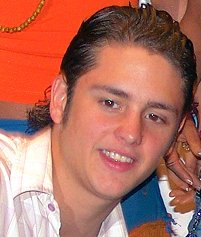
Uckermann durante una conferencia de prensa con RBD, en 2006.

En el 2004 alcanzó la cumbre de su carrera protagonizando la telenovela Rebelde, donde interpretó a Diego Bustamante, junto a Anahí, Dulce María, Maite Perroni, Alfonso Herrera, y Christian Chávez.
En la trama de Rebelde se forma un grupo musical que logra gran impacto en la audiencia, así Christopher y sus compañeros comienzan una gran aventura que los lanzó a la fama internacional: la banda RBD.
Christopher recorrió el mundo con gran éxito de la mano del grupo, visitando más de 23 países, 116 ciudades vendiendo más de 17 millones de discos, 10 millones de temas digitales, 2 millones de entradas de conciertos, 20 millones de distintos artículos de promoción y 4 millones de DVDs. También fue parte de récords como el que alcanzó en el concierto Latino más exitoso en la historia de Estados Unidos el 21 de marzo de 2006 junto a sus compañeros de banda, congregando a más de 63.000 espectadores en la ciudad de Los Ángeles, California, para después repetir el mismo éxito en distintos estadios del mundo como el Maracaná en Brasil, el Estado Nacional en Bucarest en Rumania, el Vicente Calderón en Madrid, también en el Coliseo Miguel Agrelot en Puerto Rico y entre otros. Dicho grupo musical anunció su disolución a mediados de 2008.
En 2020, durante la pandemia del COVID 19, se reúne con 3 de sus 6 compañeros, para hacer un concierto virtual de RBD, el cual meses después fue lanzado en formato digital. Igualmente en esta ocasión, Christopher participa junto con sus compañeros en una canción inédita el cual lleva por nombre “Siempre he estado aquí”.
En 2023, anuncia junto a RBD su participación en la gira Soy Rebelde Tour, la cual tiene fechas en EE. UU., Colombia, Brasil y México, terminando en la Ciudad de México, en donde se grabará un DVD, en directo desde el Estadio Azteca.
También participa como compositor de una canción inédita de RBD la cual lleva por nombre “Cerquita de ti” la cual es lanzada antes del comienzo de la gira.

#### 2009-presente: Como solista

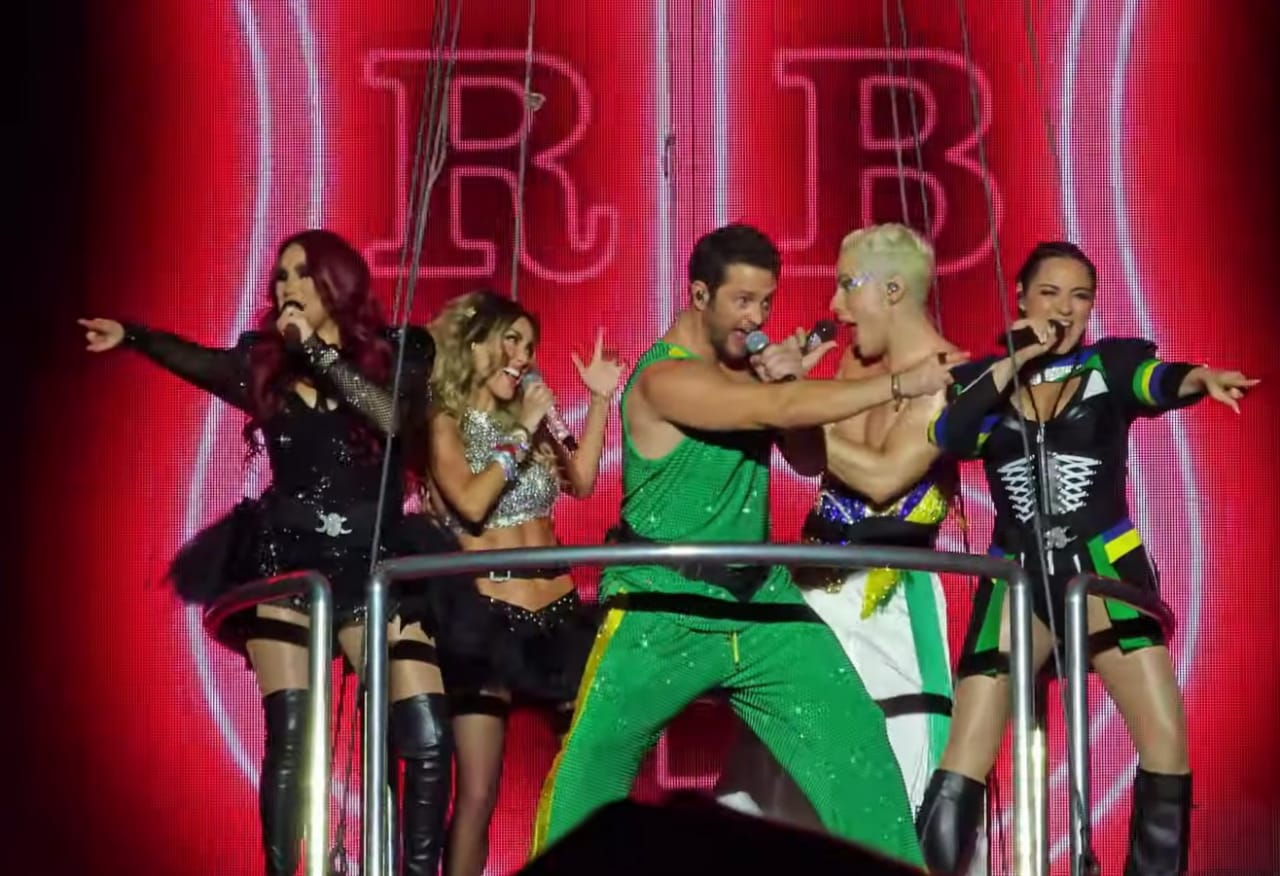
Uckermann (al centro) y sus compañeros de RBD en Río de Janeiro durante un concierto del «Soy Rebelde Tour», noviembre de 2023.

Después de la separación de RBD, Christopher comenzó una nueva etapa como solista. Su nuevo sencillo fue "Light Up the World Tonight" (hecho en Brasil, junto a un amigo), esta canción habla de ser quien eres y vivir el momento. Christopher empezó su trabajo junto a Rudy Maya, quien fue productor de artistas internacionales como Rihanna.
El 16 de noviembre de 2010, lanzó Somos, su primer disco como solista de manera independiente. El álbum se caracteriza por ser una propuesta innovadora y diferente, en la cual dicho artista despliega todo su talento con "Una combinación electrónica, minimalista, alternativa, sonidos clásicos, beats y muy experimental", textualmente dicho por el propio von Uckermann.
El 2 de septiembre, debutó en las radio el primer sencillo del álbum. «Sinfonía», nombre que lleva el sencillo, es una canción profetista e innovadora de pop alternativo, con sonidos de violines y tambores, donde Uckermann expone una vez más su vena creativa. El sencillo es el resultado de la colaboración creativa entre Christopher, Jodi Marr y George Noriega, quienes son los autores de la canción. Bajo la producción de George Noriega y la mezcla de Gustavo Celis. Christopher confesó en una entrevista que es una persona muy visual y necesita rodearse de colores y objetos para inspirar su música, revelando que tiene sinestesia, es decir, que escucha música cuando ve colores; que según cuenta, esto le sucede desde pequeño.
Somos legó a encontrarse en #14 de Latin Pop Albums en los charts de Billboard. Christopher anunció en enero del 2011 el lanzamiento de su segundo sencillo, «Apaga la máquina».

## Otros proyectos
En 2005 junto a sus amigos, fundó la Ferbuss empresa de joyería en cual las ventas se convertían en fondos para instituciones contra el cáncer. En 2006, con cambios estructurales, la Ferbuss se volvió Vonego y estrenó en el año siguiente una página en internet, donde se puede comprar collares, pulseras y anillos en oro y plata fabricados por la empresa.

## Filmografía

### Cine
| Año  | Título                       | Personaje |
| ---- | ---------------------------- | --------- |
| 2015 | Hypnotized                   | Advisor   |
| 2016 | Pacífico                     | Tiago     |
| 2017 | Casi una gran estafa         | Alejandro |
| 2017 | Cómo cortar a tu patán       | Leo       |
| 2018 | Soltera codiciada            | Santiago  |
| 2019 | El hubiera sí existe         | Carlos    |
| 2020 | El país de las últimas cosas | Sam       |
| 2023 | Soltera codiciada 2          | Santiago  |

### Televisión
| Año       | Título                          | Personaje          |
| --------- | ------------------------------- | ------------------ |
| 1998-1999 | El diario de Daniela            | Christopher Robin  |
| 2000      | Amigos x siempre                | Santiago del Valle |
| 2001      | Aventuras en el tiempo          | Ángel Del Huerto   |
| 2004      | Amy, la niña de la mochila azul | Rolando            |
| 2004-2006 | Rebelde                         | Diego Bustamante   |
| 2007      | Skimo                           | Él mismo           |
| 2007      | RBD: La familia                 | Ucker              |
| 2009      | Verano de amor                  | Él mismo           |
| 2009-2012 | Kdabra                          | Luca / Guido       |
| 2016-2017 | 2091                            | Inpar / Derik Hull |
| 2018-2020 | Diablero                        | Ramiro Ventura     |
| 2023      | Ella camina sola                | Ricardo            |

## Discografía

### Como solista
Álbumes de estudio
- 2010: Somos
- 2017: La revolución de los ciegos
- 2020: Sutil Universo

### Bandas sonoras
- 1999: El diario de Daniela
- 2000: Amigos x siempre
- 2001: Aventuras en el tiempo
- 2001: Aventuras en el tiempo: El final en concierto
- 2001: Aventuras en el tiempo en vivo

## Giras musicales
- 2009: El Movimiento
- 2010: ShowCase Kdabra
- 2011: Somos World Tour
- 2017: Revolución De Los Ciegos
- 2023: Soy Rebelde Tour

## Premios y reconocimientos

### Premios y nominaciones
| Año  | Premiación                | Categoría                                 | Trabajo                | Resultado |
| ---- | ------------------------- | ----------------------------------------- | ---------------------- | --------- |
| 1997 | El Águila Dorada          | Trayectoria                               | Más de 160 comerciales | Ganador   |
| 2002 | Televisa niños            | Trayectoria                               | Trayectoria de niño    | Ganador   |
| 2002 | Premio TvyNovelas         | Mejor revelación masculina                | Aventuras en el tiempo | Nominado  |
| 2006 | Premio TvyNovelas         | Mejor Actuación Juvenil Estelar Masculino | Rebelde                | Nominado  |
| 2006 | Premio TvyNovelas         | Mejor Tema Musical                        | Rebelde (por RBD)      | Ganador   |
| 2006 | Kids Choice Awards México | Villano Favorito                          | Rebelde                | Ganador   |
| 2007 | Premio Juventud           | Mejor Estilo                              | RBD La Familia         | Nominado  |
| 2007 | Premio Juventud           | Esta buenísimo                            | RBD La Familia         | Nominado  |
| 2008 | Premio Juventud           | Esta buenísimo                            | RBD La Familia         | Nominado  |
| 2008 | Premio Juventud           | Mejor Estilo                              | RBD La Familia         | Nominado  |
| 2008 | Premio Juventud           | Que Rico Se Mueve                         | RBD La Familia         | Nominado  |
| 2009 | People en Español         | Mejor artista o grupo nuevo               | Vivir soñando          | Ganador   |
| 2009 | Premio Juventud           | Mi Ídolo Es                               | Kdabra                 | Nominado  |
| 2009 | Premio Juventud           | Que Rico Se Mueve                         | Kdabra                 | Nominado  |
| 2009 | Premio Juventud           | Mejor Estilo                              | Kdabra                 | Nominado  |
| 2012 | Premios Lo Nuestro        | Solista o Grupo Revelación del Año        | Somos                  | Nominado  |
| 2012 | Kids Choice Awards México | Actor Favorito                            | Kdabra                 | Nominado  |
| 2013 | Premios Q                 | Trayectoria                               | Cine y televisión      | Ganador   |

### Reconocimientos
- En 2009 es considerado por la revista People en Español como uno de "Los 50 más bellos".[14]
- En 2011 es considerado como uno de "Los 6 Más Guapos de México".
- En 2011 es considerado un Ídolo Pop en Historias Reales en E!
- En 2012 la revista People en Español lo nombra uno de "Los hombres más sexys del año".[15]